# Adobe
Adobe (Adobe, Inc.; [əˈdoʊbiː] — «Адо́уби») — американская компания, разработчик программного обеспечения. Штаб-квартира расположена в Сан-Хосе (Калифорния).
В 2011 году почти 100 % акций в свободном обращении; крупнейшие акционеры: Primecap (8,99 %), Valueact (6,11 %) и Bank of New York Mellon Corporation (5,55 %).
В 2015 году компания заняла 302 место в рейтинге 500 крупнейших компаний мира и 324 в 2014 году.
Adobe Systems является правообладателем форматов PDF и TIFF.

## История
Основана в феврале 1982 года Джоном Уорноком и Чарльзом Гешке в Маунтин-Вью, штат Калифорния. Они основали Adobe после того, как покинули Xerox PARC с тем, чтобы продолжить разработку PostScript и извлекать из этого коммерческую прибыль. Название происходит от Adobe Creek — ручья в Калифорнии, лежащего между населёнными пунктами Пало-Альто и Маунтин-Вью.
Кевин Линч — технологический директор — пришёл в компанию в 2005 году и участвовал в развитии облачных продуктов и продвигал идею многоэкранности сервисов. 22 марта 2013 года Кевин перешёл в Apple, развивать облачные продукты по подписной модели распространения.
С 2011 года компания Adobe судилась по коллективному делу с сотрудниками в окружном суде Сан-Хосе по делу сотрудников против Apple, Google, Intel и Adobe Systems. Компании вступили в тайное соглашение между собой, согласно которому не будут принимать на работу сотрудников друг друга с 2004 года по 2009, чтобы сдерживать рост зарплаты, такое ограничение противоречит антимонопольным нормам. Коллективный иск был от 64 410 работающих и работавших ранее сотрудников этих компаний. Ответчики утверждают, что зарплаты этих сотрудников в этот период повышались и взаимодействие между компаниями не оказывало негативных последствий на зарплаты.
Компании-ответчики предложили урегулировать вопрос в досудебном порядке, выплатив 325 млн $ США истцам, с чем согласились адвокаты истцов, но судья отклонила это предложение, посчитав «сумму ниже пределов разумного», что это должно быть минимум 380 млн $ (сами истцы требовали 3 млрд $); предложение предполагало, что гонорар адвокатов составит 8 млн $, а пострадавшие получат по 5000 $. 
Во время судебного заседания Кох, оглашая решение, обратила внимание, что компания Apple была инициатором тайного соглашения, а конкретно Стив Джобс был фактически центральной фигурой заговора, по которому работники не могли пойти на повышение в другую компанию на более высокую зарплату. В суде рассматривалась его переписка c Эриком Шмидтом — сооснователем Google.
В сентябре 2015 года суд одобрил мировое соглашение, на которое адвокатами истца было затрачено 36 215 оплачиваемых часов и 3,2 млн страниц юридических документов. Мировое соглашение предписывало выплатить истцам 415 млн $, сократить вдвое гонорар адвокатов (по сравнению с выставленным счётом) и за этот счёт увеличить выплаты сотрудников на 700 $, до 5700 $.
В июне 2014 года компания представила  перо Ink и цифровую линейку Slide для iPad, тогда же Adobe представила для iOS 7 три бесплатных мобильных приложения с поддержкой Creative Cloud и новых устройств: Sketch, Line и Photoshop Mix.
В сентябре 2022 года Adobe объявила о покупке сервиса Figma за 20 млрд $. В феврале 2023 года Еврокомиссия озвучила намерение проверить эту сделку из-за повышенной опасности снижения конкуренции на рынке ПО для интерактивного дизайна. А летом вслед за Управлением по конкуренции и рынкам (CMA) Великобритании объявила о начале расследования.
В марте 2023 года Adobe представила собственный ИИ-сервис для генерации изображений по описаниям на естественном языке. В сентябре 2023 года компания завершила процесс бета-тестирования продукта и открыла его широкой публике на коммерческой основе.
В декабре 2023 года Adobe отказалась от покупки Figma. Компании расторгли контракт на 20 млрд $ под давлением антимонопольных органов Великобритании и Евросоюза. При этом стороны остались убеждены в обоюдной выгодности сделки. После неудачи с покупкой Figma Adobe прекратила поддерживать продукт - конкурент последнего XD.

## Деятельность
На апрель 2025 года в Adobe Systems насчитывается более 29000 служащих, значительная часть из них работает в Сан-Хосе. Компания имеет крупные филиалы в Сиэтле (Вашингтон), Ноиде (Индия) и Оттаве (Канада). Менее важные филиалы размещаются под Миннеаполисом (Миннесота) и в Гамбурге (Германия).
Компания является ведущим производителем программного обеспечения для графического дизайна, публикации, веб и продукции печати с ежегодными доходами, приближающимися к 4 миллиардам $.

### Поглощениядругих компаний
В апреле 2005 года компания сообщила о покупке Macromedia, лидера в области разработок для веб и мультимедиа за 3,41 миллиарда $, после чего акции последней выросли с 33,45 до 39,37 $.
Другие приобретения:
- Aldus Corp., 1994
- Frame Technology, 1995
- GoLive Systems, 1999
- Accelio, 2002
- Syntrillium, May 2003
- Business Catalyst, 2009
- EchoSign, 2011[20].
- Magento, 2018
- Allegorithmic, 2019[21][22]

15 сентября 2022 года Adobe сообщила о покупке сервиса для дизайнеров Figma за 20 млрд $. Это стало бы крупнейшей покупкой в истории Adobe, если бы в декабре 2023 года она не отказалась от сделки, не сумев договориться с антимонопольными регуляторами Евросоюза и Великобритании. Figma была назначена компенсация в 1 млрд $.

### Споры с другими компаниями
В сентябре 2006 года Adobe попросила Еврокомиссию запретить Microsoft встраивание в Windows Vista бесплатное программное обеспечение для создания и чтения электронных документов формата XPS, что может негативно повлиять на продажи программ Adobe, которые выполняют те же задачи, но не бесплатны.

### Патентные споры
В декабре 2015 года компания Fellowship Filtering Technologies подала в суд на Adobe Systems из-за нарушения патента Гари Робинсона, изобрётшего в 1999 году систему автоматической фильтрации, собирающую и хранящую данные о поведении пользователей интернета. Система позволяет рекомендовать пользователю продукты, основываясь на предпочтениях других пользователей с похожими вкусами, которые были записаны системой.

#### Adobe против Элкомсофта
20 июня 2001 года российская фирма «Элкомсофт» выложила на продажу программу Advanced eBook Processor для обхода защиты компании Adobe от незаконного копирования и конвертировала файл книги в PDF без фактического взлома. В июле 2001 года Дмитрий и Андрей Малышев — разработчики программы — выступили с докладом на DEF CON-9, на следующий день их задержали агенты ФБР по жалобе Дэрила Спано — представителя антипиратского подразделения Adobe Systems. В процессе развития дела компания Adobe отозвала жалобу и обвинителем в деле начало выступать Министерство юстиции США.

### в России

#### Поддержка образования
В 2007 году министр информтехнологий и связи Леонид Рейман договорился с Adobe и ещё несколькими компаниями о противодействии нарушениям интеллектуальной собственности в российских школах. Adobe установили цену за использование одной лицензии в год на графический пакет Adobe Photoshop в 10 $. Глава представительства фирмы в России и СНГ заверил, что компания так поддерживает образование и не зарабатывает таким образом.
Через несколько месяцев Adobe анонсировало пилот пакета программ для учащихся Creative suite 2.3 Premium (в него входит Photoshop).

#### Противодействие пиратству
Из-за довольно высокой цены на продукцию компании пришлось столкнуться с проблемой пиратства — большое количество частных пользователей использует неоригинальное ПО из-за его широкой доступности.
Adobe Systems входит в комитет Business Software Alliance (BSA), который занимается, в том числе, проблемой пиратства.
В начале 2000-х годов Adobe перестала бороться с пиратством в России, хотя милиция изымала пиратские диски с ПО компании.
В 2005 году компания подсчитала, что её продажи должны составлять минимум 5 млн $ в год, но из-за пиратских копий эта прибыль упущена. Для решения проблемы Adobe начала рассылку писем руководителям фирм, предупреждая о возможных сбоях в пиратских продуктах и неблаговидные цели продажи пиратских продуктов. Компания проводит кампанию, полагая, что использование нелегального ПО — это следствие неинформированности пользователей.
В 2009 году Adobe Systems добилась лишения свободы двух москвичей на полтора и два года колонии и штрафу в 10 000 российских рублей в пользу государства за незаконное распространение ПО и за совокупность выявленных нарушений, включая контрафактное кино. Всего во II квартале 2009 года следственный комитет в результате проверок возбудил 153 уголовных дела по факту продажи и установке нелицензионного ПО Adobe. Общая потерянная прибыль превышает полмиллиона.

Adobe активно борется с распространением нелицензионного ПО и готова поддерживать привлечение лиц, осознанно нарушающих авторские права, не только к гражданской, но и уголовной ответственности
— руководитель отдела по борьбе с пиратством Adobe Екатерина Громова
В 2010 году к BSA подала заявление в российскую милицию для проверки LG, которая использовала нелицензионное программное обеспечение. Даже после подачи заявления LG не приобрело лицензии на ПО и в результате проверки было обнаружено 43 программы Photoshop, 25 — Acrobat Reader, три — Adobe Illustrator ценой около 60 тыс. $.
В 2012 году 27 % всех уголовных дел по статье 146 УК РФ «Нарушение авторских и смежных прав» было от Adobe. В 2015 году представители Adobe поддержали 719 уголовных дел, связанных с кражами программ компании.
В марте 2014 года Игорь Слабых — руководитель отдела по противодействию интеллектуальному пиратству в России и СНГ — рассказал, что Adobe больше не будет добиваться заведения уголовных дел по пиратству своих программ в России. Это связано с увольнением отдела. Также уволили сотрудников, обзванивавших компании с предупреждениями о рисках использования нелегального ПО. Увольнения произошли из-за падения продаж в стране. При этом не приостанавливаются антипиратские действия BSA и российского некоммерческого партнёрства поставщиков программных продуктов (НП ППП).

#### Санкции
В марте 2022 года Adobe прекратила продажи своих продуктов (Photoshop, Lightroom, Illustrator, Premiere Pro и другие), а также закрыла доступ к сервисам Creative Cloud, Document Cloud и Experience Cloud для российских СМИ, контролируемых правительством. По оценкам компании, уход с рынков России и Белоруссии обойдется разработчику примерно в 75 млн $ в 2022 году. В апреле того же года для российских клиентов, которые приобрели лицензии до санкций, Adobe разрешила продлевать подписки, а в мае 2023 года, из-за проблем с оплатой банковскими картами, стала продлевать лицензии бесплатно.

## Продукты
Adobe Systems перешла от модели продаж бессрочных лицензий к сдаче в аренду облачных услуг через продажу подписки на сервис Adobe Creative Suite.

## Акционеры
| Название акционера                   | Количество акций, шт | Доля в акционерном капитале, % | Стоимость акций, $ |
| ------------------------------------ | -------------------- | ------------------------------ | ------------------ |
| Vanguard Group, Inc.                 | 39 545 776           | 8,24                           | 17 214 671 750     |
| Blackrock Inc.                       | 38 069 522           | 7,94                           | 16 572 043 621     |
| FMR, LLC                             | 32 777 833           | 6,83                           | 14 268 518 483     |
| State Street Corporation             | 20 071 252           | 4,18                           | 8 737 216 708      |
| Primecap Management Company          | 11 002 288           | 2,29                           | 4 789 405 989      |
| Bank Of New York Mellon Corporation  | 8 672 342            | 1,81                           | 3 775 157 196      |
| Geode Capital Management, LLC        | 7 991 017            | 1,67                           | 3 478 569 610      |
| Janus Henderson Group PLC            | 7 145 975            | 1,49                           | 3 110 714 377      |
| Jennison Associates LLC              | 6 994 206            | 1,46                           | 3 044 647 813      |
| Massachusetts Financial Services Co. | 6 212 543            | 1,30                           | 2 704 382 093      |

## Корпоративная культура
По данным газеты Ведомости, в компании более опытные сотрудники обучают кибербезопасности своих коллег. Успешных преподавателей награждают специальными баллами, которые можно сконвертировать в авиамили, время на парковке, одежду или на обучение вне компании.
До 2016 года в компании использовали числовые рейтинги в системах контроля и оценки эффективности сотрудников, руководство упразднило их, считая, что оценки повышают тревожность у сотрудников.
Компания поддерживает подработки сотрудников на стороне, видя в этом перспективу инноваций.